# Trichotoma fusca
Trichotoma fusca es una especie de arácnido  del orden Solifugae de la familia Gylippidae.

## Distribución geográfica
Se encuentra en Namibia.